# Cmentarz wojenny w Bzowcu
Cmentarz wojenny w Bzowcu – cmentarz z pierwszej i drugiej wojny światowej oraz epidemiczny, znajdujący się opodal wsi Bzowiec w województwie lubelskim, w powiecie krasnostawskim, w gminie Rudnik.
Założony prawdopodobnie w 1914 r. na gruntach należących do dziedzica Jerzego Mogielnickiego, na planie prostokąta o boku 27 na 25 metrów. Pochowane są tu ofiary obu wojen światowych, jak również epidemii tyfusu.
W październiku 2019 r. cmentarz odwiedziła delegacja austriacka.